# Syðradalur (Streymoy)
Syðradalur (duń. Sydredal, IPA: siːɹaˌdɛalʊɹ) – miejscowość na wyspie Streymoy, wchodzącej w skład archipelagu Wysp Owczych, stanowiącym duńskie terytorium zależne na Morzu Norweskim. Administracyjnie należy do gminy Tórshavn. Wieś zamieszkuje 9 osób. Jej nazwa znaczy dokładnie Południowa Dolina.

## Położenie

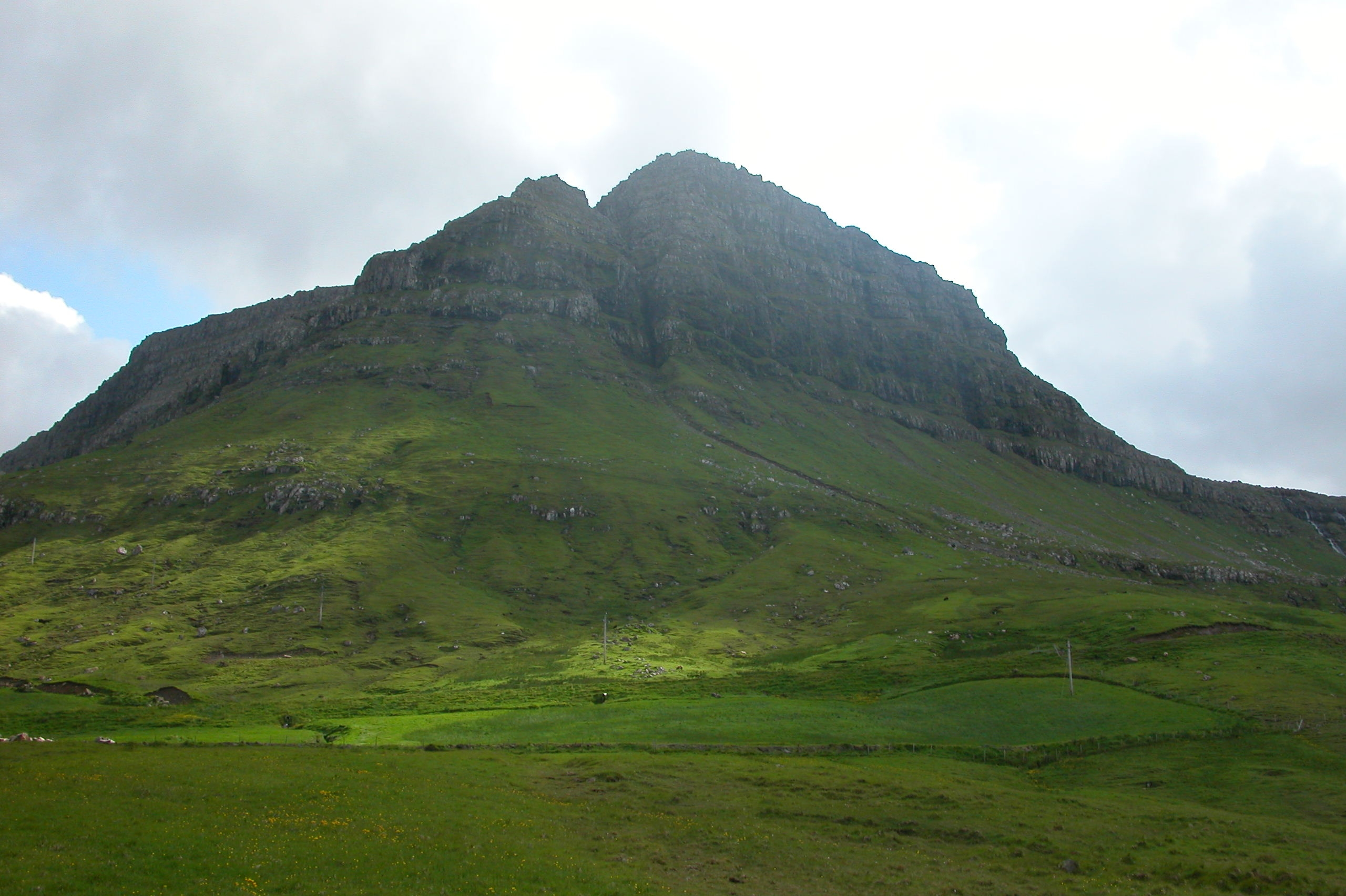
Wzniesienie w okolicach Syðradalur

Miejscowość leży w centralnej części wyspy Streymoy, na jej zachodnim wybrzeżu. Znajduje się ona na wysokości północnego krańca fiordu Hestsfjørður, za którym leży Koltur. Miejscowość otoczona jest górami, których najwyższe szczyty, to: Konufelli (491 m n.p.m.) na południowym wschodzie, Murufelli (479 m n.p.m.) na północnym wschodzie oraz leżący na północy Tungulíðfjall (535 m n.p.m.). Przez miejscowość przepływa ciek wodny zwany Syðradalsá, wypływający z przełęczy na zachodzie. Na północ od Syðradalur znajduje się Norðradalur (Północna Dolina), jednak miejscowości te nie są połączone drogą, gdyż dzieli je wysokie wzniesienie.

## Informacje ogólne

### Populacja
Według szacunków z 1 stycznia 2016 roku we wsi zamieszkuje na stałe 9 osób. Jeszcze w 1985 było ich 12, a rok później 15. Następnie populacja nieco zmalała, utrzymała się jednak na podobnym poziomie 12-14 osób do roku 1992. W 1993 nastąpił znaczący spadek liczby ludności do 10 osób, dwa lata później było ich już 9, a w 1998 6. W kolejnych latach, do dziś, liczba mieszkańców wsi utrzymuje się na podobnym poziomie 6-9 osób.
Większość mieszkańców to obecnie mężczyźni - jest ich pięciu przy czterech kobietach. Zarówno osoby w wieku poprodukcyjnym, jak i przedprodukcyjnym stanowią po 22,2% populacji osady.

### Transport
Do miejscowości dociera droga numer 58, łącząca ją z Velbastaður, z którego drogą numer 12 można się dostać do Tórshavn. Przez miejscowość nie przejeżdżają autobusy państwowego przedsiębiorstwa Strandfaraskip Landsins.

## Historia
Miejscowość założono w 1590 roku. W 1982 roku miejscowość przyłączono do sieci drogowej Wysp Owczych, kiedy powstała trasa numer 58. Do końca 1997 roku miejscowość należała do gminy Argir, którą następnie przyłączono do gminy Tórshavn.